# Graphis rigidula
Graphis rigidula är en lavart som beskrevs av Müll. Arg. Graphis rigidula ingår i släktet Graphis och familjen Graphidaceae.   Inga underarter finns listade i Catalogue of Life.